# Штайнборн
Штайнборн (нім. Steinborn) — громада в Німеччині, розташована в землі Рейнланд-Пфальц. Входить до складу району Бітбург-Прюм. Складова частина об'єднання громад Бітбургер-Ланд.
Площа — 11,29 км2. Населення становить 175 ос. (станом на 31 грудня 2020).